# スイライカビ科
スイライカビ科(Ascobolaceae)は子嚢菌門チャワンタケ網のチャワンタケ目に属する科の一つである。

## 定義
子実体は、大部分の場合では多数の子嚢が並列した層（子実層）が広く露出した盤子器の構造をとるが、一部には、子嚢が子実体内部に完全に包み込まれた被子器となるものもある。子実体は、普通はその大部分が球形細胞で構成されており、その外面は平滑であるか、あるいはまばらに毛を生じている。
子嚢は一般に円筒形をなし、先端に（蓋）を備え、子嚢壁は光学顕微鏡レベルでは一重の構造を示し、しばしばヨウ素溶液で青く染まる（アミロイド性）。胞子はほとんどの場合は楕円形をなし、成熟時には多くのもので暗褐色ないし暗紫褐色を呈し、通常は隔壁を生じることなく、しばしば外面に溝状あるいは網目状の紋様を形成し、あるいはゼラチン質の被膜をかぶっており、普通は一個の核を含んでいる。

## 生態
大部分の種類が、動物（ウシ・ウマ・ヒツジ・ウサギ・ヤギ・シカ・ゾウ・サイ、その他）の糞を基質として生育する糞生菌の範疇に属するが、植物の遺骸上に発生するものや、焚き火跡あるいは山火事跡などの地上に生えるものも僅かながら知られている。また、尿素・アンモニアなどが散布された地上、あるいは動物の遺骸の分解などによってこれらの化学物質が遊離し、その影響を受けた地上に発生する、いわゆるアンモニア菌の範疇にも含まれる種類もある。
大多数の種類において、子嚢は正の屈光性を示し、成熟した胞子は明るい方向へと射出される。糞上に見出される種類では、射出された胞子は周辺の植物体に付着し、植物体ごと動物に摂食され、再び糞として排泄された後で新たな子実体を形成すると考えられている。
多くの種類で、成熟した胞子は暗色を呈するが、これは紫外線を遮断して胞子の生存率を高める一方で、赤外線を吸収して、胞子の発芽に好都合な程度の温度を保つための生態的適応の一端であると考えられている。また、多くの種類において、胞子の発芽には、草食動物の胃液や腸液による胞子外壁の分解、あるいは動物の消化管内に普遍的に存在し得る化合物（たとえば酢酸・フェノールなど）による化学的刺激などが有効である。
なお、さまざまな動物の糞上に共通して見出される種類と、比較的限られた種類の動物の糞上に限定して発生する種類とがある。

## 分布
草食動物が分布する地域であれば、ほぼ全世界に分布すると考えられる。

## 科内の分類
スイライカビ属 Ascobolus
科のタイプ属で、少なくとも100種前後を含む。子実体は厚みのある円盤状で、淡黄色・淡オリーブ色・暗褐色・紫褐色などを呈する。胞子はゼラチン質の薄い被膜をこうむり、外面には細い溝状ないし縦長の網目状の紋様を備えている。
アスコファヌス属 Ascophanus
子嚢は、その上部が子実体の上面から突出する。胞子は成熟しても着色せず、未熟なものでは厚壁であるが後には薄壁となり、ゼラチン質の薄い被膜をこうむり、一個ずつ子嚢から射出される。一部の種は、生活環の中でOedocephalum型の無性世代の形をとる。多くの種は糞上で生活するが、植物の遺骸上に発生するものも知られている。
クレイストイオドファヌス属 Cleistoiodophanus
子実体は、内部に子嚢が包み込まれた被子器の形態をとる。胞子は平滑で、ゼラチン質の被膜に覆われ、子嚢からは個別に射出される。北米に産するが、日本からは未報告である。現在までのところ、唯1種のみが所属する。
クボニア属 Cubonia
子実体は非常に厚みがある洋コマ形をなし、外面にはしばしばまばらな毛を備える。胞子は成熟しても無色で球状を呈する。分類学上の位置づけにおいてさまざまな議論があり、この属を認めない研究者もある。
サッコボルス属 Saccobolus
多くは糞生に発生し、成熟した胞子が紫褐色を呈する点でスイライカビ属によく似ているが、複数の胞子がゼラチン質の被膜によって互いに粘着し、一つの集団として射出される点が特徴である。
テコテウス属 Thecotheus
子実体はほぼ全体が球形あるいは多角形の細胞で構成されており、胞子は成熟しても着色することなくほとんど無色で、著しく厚い細胞壁を備え、時にいぼ状の紋様をこうむり、あるいは両端に低いキャップ状の附属体を有している。草食動物の糞上に発生するものと、朽ちた植物体の上に生育するものとの両方が知られている。